# 다카히라촌 (후쿠시마현)
다카히라촌(高平村)은 1954년까지 후쿠시마현 소마군의 중부에 존재했던 촌이다. 현재의 미나미소마시 하라마치구의 동부에 해당한다.

## 역사
- 1889년 4월 1일 - 정촌제 시행과 함께 7촌이 합병해 기타카타군 다카히라촌이 성립하였다.
- 1896년 4월 1일 - 기타카타군과 우다군이 합병해 소마군이 성립해, 소마군 다카히라촌이 되었다.
- 1954년 3월 20일 - 하라정, 오타촌, 오미카촌과 합병해, 히라마치시가 되었다.

## 행정
- 역대촌장

| 대 | 성명       | 취임                      | 퇴임                       | 비고 |
| -- | ---------- | ------------------------- | -------------------------- | ---- |
| 1  | 脇本豹申   | 明治22年（1889年）8月1日  | 明治26年（1893年）7月9日   |      |
| 2  | 高野剛蔵   | 明治26年（1893年）7月10日 | 明治34年（1901年）7月9日   |      |
| 3  | 遠藤忠成   | 明治34年（1901年）7月10日 | 明治36年（1903年）12月28日 |      |
| 4  | 青田喜四郎 | 明治37年（1904年）1月12日 | 大正5年（1916年）1月12日   |      |
| 5  | 鈴木久太郎 | 大正5年（1916年）2月14日  | 大正5年（1916年）7月6日    |      |
| 6  | 青田喜四郎 | 大正5年（1916年）10月30日 | 大正9年（1920年）10月29日  | 재임 |
| 7  | 村田忠蔵   | 大正9年（1920年）10月30日 | 昭和8年（1933年）7月19日   |      |
| 8  | 紺野栄     | 昭和8年（1933年）8月12日  | 昭和18年（1943年）4月5日   |      |
| 9  | 伏見金秀   | 昭和18年（1943年）4月5日  | 昭和21年（1946年）5月15日  |      |
| 10 | 木幡要人   | 昭和22年（1947年）4月5日  | 昭和29年（1954年）3月19日  |      |

## 교통

### 철도
- 국철 조반선 - 역없음

### 도로
- 국도 6호선

## 참고문헌
- 昭和『原町市史』（福島県原町市、1968）
- 平成『原町市史』第十一巻（福島県南相馬市、2008）